# Georg Wildmann

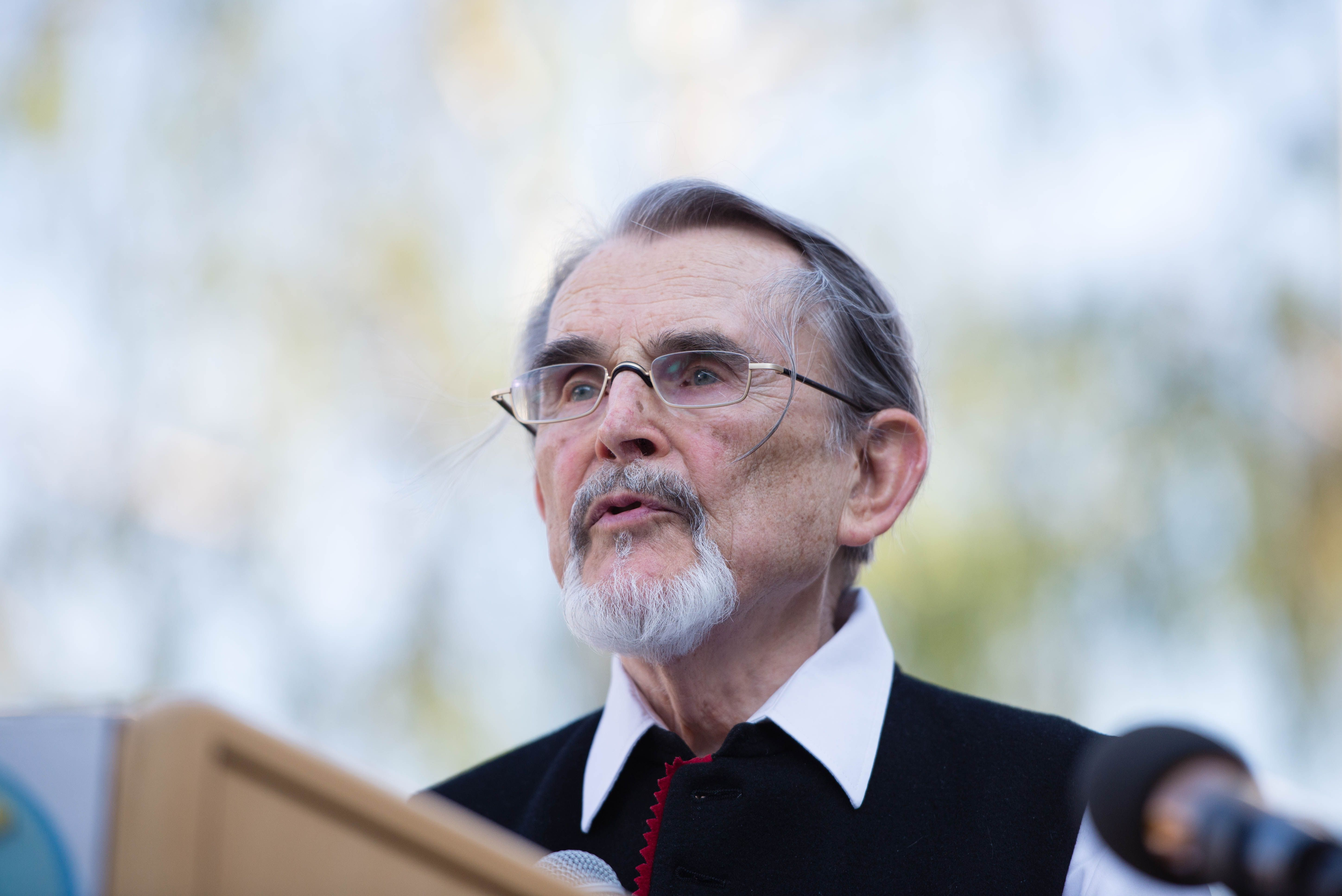
Wildmann bei der Festansprache zur Bibliotheks- und Archiveröffnung, Marchtrenk 2018

Georg Wildmann (* 29. Mai 1929 in Filipovo, deutsch Filipowa, Batschka, Königreich der Serben, Kroaten und Slowenen; † 9. April 2022 in Linz) war ein österreichischer Hochschullehrer, Verbandsfunktionär und Autor von Büchern zur donauschwäbischen Geschichte.

## Leben und Werk
Georg Wildmann war der älteste Sohn des Kaufmanns Karl Wildmann und dessen Ehefrau Anna, geborene König. Ein Vorfahre väterlicherseits, Fidelis Wildmann, zog 1763 von Sentenhart in das damalige Filipowa, heute Bački Gračac. Hier besuchte Wildmann vier Jahre die Volksschule, danach von 1940 bis 1944 die ersten vier Gymnasialklassen am Deutschen Gymnasium in Vrbas. Im November 1944 wurde er als „Volksdeutscher“ auf allgemeinen Beschluss des Antifaschistischen Rats der Nationalen Befreiung Jugoslawiens (AVNOJ) als Zwangsarbeiter interniert. Ab März 1945 verbrachte er 14 Monate in Arbeitslagern, darunter auch kurze Zeit in dem berüchtigten Lager Gakowa. Im August 1946 gelang ihm die Flucht nach Ungarn und im Dezember 1946 nach Österreich.
In Linz absolvierte er das Realgymnasium und studierte Philosophie und Theologie. An der Päpstlichen Universität Gregoriana in Rom setzte er seine Studien fort und erreichte 1953 das Licentiat in Philosophie und 1957 in Theologie. 1959 promovierte er zum Doctor theologiae. Seine Dissertation schrieb er über die Philosophisch-theologische Grundlegung des Solidarismus. Nach 1959 war er als Oberstudienrat hauptsächlich als Religions- und Philosophielehrer an Höheren Schulen tätig. Von 1971 bis 1974 war Wildmann ordentlicher Professor für Philosophie an der Philosophisch-theologischen Hochschule der Diözese Linz und hielt Vorlesungen in Logik, Wissenschaftstheorie, Sprachphilosophie und Philosophischer Ethik. 1956 wurde Wildmann in Rom zum Priester geweiht, im Herbst 1974 wurde ihm von Papst Paul VI. die Dispens vom Priesteramt gewährt.
Georg Wildmann war Vortragender in der Erwachsenenbildung. 1961 war er einer der Mitbegründer des Vereins der Filipowaer Ortsgemeinschaft in Österreich; ab 1982 bis 2016 war er Kulturreferent des Vereins; von 1966 bis 2016 war er als Redakteur für die Filipowaer Heimatbriefe verantwortlich. Von 1975 bis 1999 arbeitete er an der Strukturanalyse, Geschichte und Bilddokumentation seiner Heimatgemeinde Filipowa. In Zusammenarbeit mit Paul Mesli und Franz Schreiber sind zu diesem Thema zwischen 1978 und 1999 acht Text-Bildbände erschienen (Mesli/Schreiber/Wildmann: Filipowa – Bild einer donauschwäbischen Gemeinde). Er war Mitinitiator der 1983 gegründeten, länderübergreifenden Hauptversammlung der Filipowaer Ortsgemeinschaften (ARGE-Filipowa).
Ab 1975 beschäftigte er sich mit der Geschichte und Kultur der Donauschwaben und hielt Vorträge bei donauschwäbischen Kultur- und Gedenktagen in Salzburg, Wien, München, Dinkelsbühl, Sindelfingen, Stuttgart/Hohenheim, Berlin, Leutenbach, Speyer, Linz, Wels, Pasching, Leonding und Marchtrenk. Von 1996 bis 2019 war er Mitglied in der Vertreter-Versammlung der Donauschwäbischen Arbeitsgemeinschaft (DAG). 1996 war er zusammen mit Leopold Fink und Fritz Frank Hauptautor der Festschrift zur Eröffnung des Hauses der Heimat. Von 2002 bis 2005 war er Mitglied des Internen Wissenschaftlichen Beirates (IWB) des Felix-Ermacora-Instituts, einer Forschungsstätte für die Völker der Donaumonarchie in Wien.
Seit 1982 war Wildmann Mitglied der Vertreter-Versammlung der Münchner Donauschwäbischen Kulturstiftung; seit 1989 Mitglied des Vorstands und Mitarbeiter im Arbeitskreis Heimat- und Volksforschung; seit 1983 Mitglied der Donauschwäbischen Landsmannschaft in Oberösterreich und seit 1999 Stellvertreter des Obmanns. Zwischen 1995 und 2008 arbeitete er dort mit dem Kulturreferenten Oskar Feldtänzer zusammen und wurde dessen Nachfolger im Amt.
2004 wurde er von der Vorsitzenden des Bundes der Vertriebenen, Erika Steinbach, in den Wissenschaftlichen Beirat des Zentrums gegen Vertreibungen in Berlin berufen, dessen Mitglied er bis 2010 war. Von 2011 bis 2016 war er Mitglied des wissenschaftlichen Beirats des Donauschwäbischen Zentralmuseums in Ulm.
Seit 1983 arbeitete Wildmann als Sachbearbeiter und Autor der Donauschwäbischen Kulturstiftung an einem fünfbändigen Projekt mit dem Titel „Donauschwäbische Geschichte“. Er war Hauptredakteur des 2010 erschienenen Bandes III „Die Tragödie der Selbstbehauptung im Wirkfeld des Nationalismus der Nachfolgestaaten 1918–1944“ und des 2015 erschienenen Bandes IV „Flucht – Vertreibung – Verfolgung – Genozid. Der Leidensweg ab 1944“. Seit 2016 arbeitete Wildmann an Band V, wobei der Halbband I den Titel „Integration in Deutschland und Österreich“ trägt.
Mit seiner Ehefrau Erika (geb. Wendtner in Český Dub, Tschechoslowakei) organisierte er die alle drei Jahre stattfindenden Erinnerungstage der Heimatvertriebenen Oberösterreichs.
Georg Wildmann übereignete am 28. Mai 2018 in Marchtrenk mehr als 500 Bücher zur Vertreibung und Integration der Donauschwaben und seine wissenschaftlichen Unterlagen und Archivalien an die Donauschwäbische Bibliothek & Archiv Dr. Georg Wildmann.
Georg Wildmann verstarb am 9. April 2022 in Linz nach einer schweren Krankheit. Er hinterließ seine Ehefrau und zwei Kinder.

## Auszeichnungen
- 2019  Ehrenkonsulent des Landes Oberösterreich[8]
- 2019  Goldene Ehrennadel des Verbandes der deutschen altösterreichischen Landsmannschaft in Österreich (VLÖ)
- 2019  Prinz-Eugen-Medaille der Landsmannschaft der Donauschwaben, Landesverband Bayern e.V.
- 2015  Verdienstmedaille in Gold der Landsmannschaft der Donauschwaben, Landesverband Bayern e.V.
- 2014  Kulturmedaille des Landes Oberösterreich
- 2012  Johann-Eimann-Plakette der Donaudeutschen Landsmannschaft, Speyer
- 2009  Goldenes Ehrenzeichen für Verdienste um die Republik Österreich
- 2008  Ehrenring der Landsmannschaft der Donauschwaben in Oberösterreich
- 2008  Goldenes Verdienstzeichen des Landes Oberösterreich
- 2000  Kulturmedaille in Silber der Stadt Wels
- 2000  Verdienstmedaille in Gold des Verbandes der Donauschwaben in Oberösterreich
- 1998  Ernennung zum Konsulenten für Wissenschaft der Oberösterreichischen Landesregierung
- 1993  Kulturpreis Gemeinschaft aller Donauschwaben (später Lenau-Preis), gestiftet von Hans Wolfram Hockl, Traun bei Linz
- 1989  Ehrennadel der Filipowaer Ortsgemeinschaft in Österreich
- 1989  Donauschwäbischer Kulturpreis des Landes Baden-Württemberg
- 1989  Verdienstkreuz 1. Klasse des Verdienstordens der Bundesrepublik Deutschland
- 1987  Prinz-Eugen-Medaille des Schwabenvereins Wien

## Veröffentlichungen (Auswahl)
- Dissertation: Personalismus, Solidarismus und Gesellschaft; der ethische und ontologische Grundcharakter der Gesellschaftslehre der Kirche. Herder, Wien 1961. 224 S.
- Entwicklung und Erbe des donauschwäbischen Volksstammes: Festschrift für Josef Volkmar Senz zum 70. Geburtstag Band 10 der Schriftenreihe der Arbeitsgemeinschaft Donauschwäbischer Lehrer. Arbeitskreis für Donauschwäbische Heimat- und Volksforschung, 1982. 463S.
- Textautor der acht Bände: Paul Mesli/Franz Schreiber/Georg Wildmann: Filipowa – Bild einer donauschwäbischen Gemeinde, Band 1–6 ohne ISBN-Nummern, Band 7: Fillippowa weltweit: Wien 1992, ISBN 3-926276-16-9 und Band 8: Filipowa 1914–1944: Wien 1999, ISBN 3-92627-639-8
- Filipowa – eine Erinnerung: Sondernummer der Filipowaer Heimatbriefe aus Anlass der Weihe der Gedächtnisstätte in Filipowa und der Segnung der Ahnentafel in Ulm 2008. Donauschwäbisches Archiv: Reihe 3, Beiträge zur donauschwäbischen Volks- und Heimatforschung. Donauschwäbische Kulturstiftung, München 2010. ISBN 3-92627-685-1, 218S.
- Gedenkstätte auf dem Gräberfeld. Den Opfern der Blutnacht vom 25. November 1944 – Sondernummer der Fillipowaer Heimatbriefe, Linz – Wien 2011, ISBN 978-3-926276-85-8.
- Verbrechen an den Deutschen in Jugoslawien 1944–1948: die Stationen eines Völkermords. Mit Hans Sonnleitner, Karl Weber, Leopold Barwich. Verlag der Donauschwäbischen Kulturstiftung, 1998. ISBN 3-92627-632-0, 358 S.
- Genocide of the Ethnic Germans in Yugoslavia, 1944–1948. Documentation Project Committee unter Herber Prokle u. a. Arbeitskreis Dokumentation, München 2003. Danube Swabian Association of the U.S.A., U.S.A., 2001. ISBN 3-926276-47-9
- Serbische Übersetzung erschien 2004: Genocid nad nemačkom manjinom u Jugoslavii 1944–1948, Beograd 2004. ISBN 86-9020-81-2-7
- Ortsberichte über die Verbrechen an den Deutschen durch das Tito-Regime in der Zeit von 1944–1948. Mit Josef Beer et al., Band I von Leidensweg der Deutschen im kommunistischen Jugoslawien. Donauschwäbisches Archiv, Verlag der Donauschwäbischen Kulturstiftung, 1992 München. ISBN 3-92627-613-4, 984 S.
- Mitautor in: Arbeitskreis Dokumentation der Donauschwäbischen Kulturstiftung, Stiftung des privaten Rechts, München: Leidensweg der Deutschen im kommunistischen Jugoslawien, 4 Bände zu je rund 1000 S.
- Hauptautor Band III: Erschießungen – Vernichtungslager – Kinderschicksale in der Zeit von 1944–1948. Verlag der Donauschwäbischen Kulturstiftung, München/Sindelfingen 1995. ISBN 3-92627-621-5, 992 S.
- Donauschwäbische Geschichte. Das Jahrhundert der Ansiedlung: 1689 - 1805. Mit Oskar Feldtänzer. Donauschwäbisches Archiv, Verlag der Donauschwäbischen Kulturstiftung, München 2006. ISBN 3-92627-669-X, 548 S.
- Band III: Die Tragödie der Selbstbehauptung im Wirkfeld des Nationalismus der Nachfolgestaaten 1918 - 1944 (Verfasser der Teile: die Donauschwaben in Rumänien und Jugoslawien), ISBN 978-3-926276-73-5, München 2010
- Band IV: Flucht – Vertreibung – Verfolgung – Genocid. Leidensweg ab 1944 (Verfasser des Teils die Donauschwaben in Jugoslawiens). München 2015. ISBN 978-3-926276-94-0
- Band V: Eingliederung in die neuen Heimatländer 1944–2020. Teilband Österreich. München 2021 – Buchpräsentation 16. Juli 2021
- Josef Elter – Kunstbildband über den donauschwäbischen Bildhauer Josef Elter unter Mitarbeit von Erika Wildmann ISBN 978-3-200-00945-5
- „Georg Piller – Ein Leben zwischen Verlust und Gewinn“ in Linz und Kitchener (ohne ISBN)
- Die Donauschwaben in Geschichte und Gegenwart. Eine Information in Wort und Bild. Eigenverlag, Hrsg. Landsmannschaft der Donauschwaben in Oberösterreich, Marchtrenk 2016.
- Vernichtungslager im kommunistischen Jugoslawien 1944–1948: Ausstellung zum 50-Jahr-Gedenken ihrer Auflösung, 20. September 1998 bis 11. Oktober 1998, Haus der Heimat, Steingasse 25, 1030 Wien. Donauschwäbische Arbeitsgemeinschaft Österreichs, 1998. 25 S.
- Die Donauschwaben im Wandel der Zeit: dreißig Jahre nach der Vertreibung. A.-K.-Gauss-Stiftung, 1975. 24 S.